# 施溫格河 (佩訥河支流)
53°58′4.6″N 13°10′1″W / 53.967944°N 13.16694°W

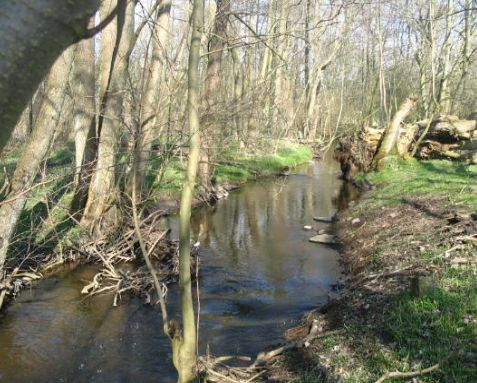
施溫格河（佩訥河支流）

施溫格河（德語：Schwinge），是德國的河流，位於該國東北部，由梅克倫堡-前波美拉尼亞州負責管轄，屬於佩訥河的左支流，河道全長約24公里，流域面積96平方公里。